# Militante gruppe (mg)
Die militante gruppe (mg) war eine in Deutschland tätige linksextremistische militante Untergrundorganisation, die im Jahre 2001 erstmals in Erscheinung trat. Im Raum Berlin, Brandenburg und Sachsen-Anhalt werden ihr Brandanschläge und Versendung von scharfer Munition zur Last gelegt. Des Weiteren initiierte sie innerhalb der linksradikalen Zeitschrift Interim eine „Militanzdebatte“. Nach eigenen Angaben hat sich die Gruppe im Juli 2009 aufgelöst. Die Ermittlungsbehörden sehen die Gruppe Revolutionäre Aktionszellen als Nachfolger der mg.

## Geschichte

### Anfangsjahre
Die militante gruppe (mg) trat im Juni 2001 durch die Versendung von scharfer Munition an den Regierungsbeauftragten für die Entschädigung der Zwangsarbeiter, Otto Graf Lambsdorff, und an die zwei Repräsentanten der Stiftungsinitiative der deutschen Wirtschaft, Wolfgang Gibowski und Manfred Gentz erstmals in Erscheinung. In einem beiliegenden Bekennerschreiben wurden die Entschädigungszahlungen für die Zwangsarbeiter im Nationalsozialismus als zu gering bezeichnet und kritisiert, dass mit diesen Entschädigungen ein „Schlussstrich“ unter die deutsche Vergangenheit gezogen werden solle. Ungefähr gleichzeitig wurde am 22. Juni 2001 ein Brandanschlag auf ein Fahrzeug der Daimler-Benz-Niederlassung Berlin verübt. In einem Bekennerschreiben wurde dem Konzern Daimler-Benz vorgeworfen, dass er einer der führenden Profiteure der Zwangsarbeit gewesen und heute eine der treibenden Kräfte hinter dem „zynischen Entschädigungsspektakel“ sei.
In der Folge bekannte sich die militante gruppe (mg) zu weiteren Brandanschlägen. Diese und die dazugehörigen Bekennerschreiben bezogen sich auf die Themen Sozialabbau, Antiimperialismus, Repression und Antifaschismus bzw. Entschädigung der Zwangsarbeiter.

### Tätigkeit des Bundeskriminalamts
An einer 2005 in der Zeitschrift Interim geführten „Militanzdebatte“ beteiligte sich das BKA mit zwei unter dem Tarnnamen „Die zwei aus der Muppetshow“ verfassten Texten. Neben dem Versuch, so „eine Reaktion bei der ‚militante gruppe‘ (mg) zu provozieren“ (Vermerk in einer Sachstands-Handakte des BKA), sollten damit auch mutmaßliche Mitglieder und Sympathisanten der Gruppe auf das Webangebot des BKA gelockt werden (Honeypots), um sie mittels ihrer bei den Internetdiensteanbietern gespeicherten IP-Adresse zu identifizieren. Die Urheberschaft und Ziel der beiden Texte wurden 2009 bekannt.

## Strafverfahren
Am 1. August 2007 wurden Haftbefehle gegen die vier Berliner Florian L., Oliver Rast, Axel H. und Andrej Holm unter anderem wegen des Verdachts der Mitgliedschaft in einer terroristischen Vereinigung (§ 129a StGB) erlassen. Florian L., Oliver Rast und Axel H. sollen am 31. Juli 2007 in Brandenburg/Havel versucht haben, drei Fahrzeuge der Bundeswehr anzuzünden. Sie observierende Polizisten nahmen die Männer unmittelbar danach am Tatort fest.

### Andrej Holm und Matthias B.
Holm geriet durch mehrere Treffen mit dem zu diesem Zeitpunkt observierten Florian L. unter Verdacht, bei denen er konspirativ vorgegangen sein soll, so durch die Verwendung eines pseudonymen E-Mail-Kontos und das Vermeiden, sein Mobiltelefon bei den Treffen mitzuführen. Dem ebenfalls beschuldigten, aber nicht festgenommenen Matthias B. wurde attestiert, er verfüge über „die intellektuellen und sachlichen Voraussetzungen, die für das Verfassen der vergleichsweise anspruchsvollen Texte der militanten Gruppe erforderlich sind“, außerdem verfüge er als Wissenschaftler über die Möglichkeit, die notwendigen Bibliotheksrecherchen unauffällig durchzuführen. Beide Wissenschaftler benutzen in ihren Veröffentlichungen die Begriffe „Prekarisierung“ sowie „Gentrifizierung“, die auch in den Texten der „mg“ vorkamen. Nach Angaben der Anwälte wertete die Bundesanwaltschaft diese Tatsachen als Indizien, die für eine Mitgliedschaft in der „mg“ sprechen. Die Bundesanwaltschaft bestritt, dass die Beschuldigungen wesentlich auf solchen textlichen Ähnlichkeiten beruhten. Weitere Indizien wurden jedoch nicht bekannt.
Unterstützung erhielten die vier Verdächtigen von internationalen Wissenschaftlern, die angesichts der Vorwürfe gegen Andrej Holm um die Freiheit der Wissenschaft fürchten. In einem „Offener Brief an die Generalbundesanwaltschaft gegen die Kriminalisierung von kritischer Wissenschaft und politischem Engagement“ bemängelten sie unter anderem, dass Prekarisierung und Gentrifizierung geläufige soziologische Begriffe seien. Andrej Holm wurde am 23. August 2007 aus der Untersuchungshaft unter Auflagen entlassen. Am 24. Oktober 2007 wurde der Haftbefehl mangels ausreichenden Tatverdachts vom Bundesgerichtshof aufgehoben. Im Juli 2010 wurde das Verfahren mangels Tatverdachts eingestellt.

### FlorianL., OliverRast und AxelH.
Während des Ermittlungsverfahrens gegen die drei in Tatortnähe verhafteten Verdächtigen entschied auf Beschwerden der Bundesgerichtshof im November 2007, dass der Vorwurf der Bildung terroristischer Vereinigungen (§ 129a StGB) auf die vollendeten oder versuchten Brandstiftungen und die anderen mutmaßlichen Taten der „mg“ nicht Anwendung finden könne, da die Taten nicht geeignet seien, „durch die Art ihrer Begehung oder ihre Auswirkungen einen Staat oder eine internationale Organisation erheblich [zu] schädigen“. Lediglich der Verdacht der Bildung krimineller Vereinigungen (§ 129 StGB) käme stattdessen in Betracht. In der Folge wurden die Haftbefehle gegen Auflagen außer Vollzug gesetzt.

### Urteil des Kammergerichts
Am 21. Juni 2008 wurde vor dem Staatsschutzsenat des Berliner Kammergerichts gegen die Beschuldigten Anklage erhoben. Mit Urteil vom 16. Oktober 2009 wurden die Angeklagten wegen Mitgliedschaft in einer kriminellen Vereinigung in Tateinheit mit versuchter Zerstörung wichtiger Arbeitsmittel und versuchter Brandstiftung in Brandenburg/Havel zu Freiheitsstrafen zwischen drei und dreieinhalb Jahren verurteilt. Mit Beschluss vom 3. Mai 2011 verwarf der Bundesgerichtshof die Revision, womit das Urteil rechtskräftig wurde.

## VerfahrenLibertad!
In einem separaten Ermittlungsverfahren hatte die Bundesanwaltschaft von 2001 bis 2006 drei Mitglieder der legalen Gefangenen-Hilfsorganisation Libertad! intensiv überwacht. Hierbei kamen neben Telefonüberwachungen auch an ihren Autos angebrachte GPS-Peilsender, hochauflösende Kameras und wiederholte rund-um-die-Uhr Beschattung zum Einsatz. Mehrere zehntausend Telefongespräche und E-Mails, teilweise auch von Bekannten und Arbeitskollegen der Verdächtigen, wurden erfasst.
Nach der Einstellung der Ermittlungen Mitte 2008 legte einer der nun informierten Betroffenen Beschwerde gegen das Vorgehen ein. Im Juni 2010 gab ihm der Bundesgerichtshof vollumfänglich recht und kritisierte die Ermittlungen der Bundesanwaltschaft scharf. Zu keinem Zeitpunkt habe ein Tatverdacht gegen die Betroffenen bestanden. Ein entlastendes Gutachten des BKAs sei bei der Beantragung von Überwachungsmaßnahmen rechtswidrig verschwiegen worden. Bereits der Beginn der Ermittlungen beruhe auf einem Gutachten des Verfassungsschutzes, das seinerseits „nicht ausreichend mit Tatsachen“ belegt gewesen sei.

### Berichterstattung im Focus
Bereits am 8. November 2003 hatte das Magazin Focus von diesen Ermittlungen berichtet, sie als nahezu abgeschlossen dargestellt, und Vornamen sowie abgekürzte Nachnamen veröffentlicht. Diese Meldung erfuhr ein großes Medienecho, auch wegen der Behauptung, einer der Männer hätte direkten Kontakt mit Bundeskanzler Gerhard Schröder gehabt. In einem zwei Tage später veröffentlichten Artikel relativierte der Focus seine Behauptungen und zitierte einen „Kenner des Falls“ mit den Worten: „Uns fehlen noch ein paar hieb- und stichfeste Beweise.“ Eine der genannten Personen soll fast ein Jahr zuvor durch einen Abrechnungsfehler seines Mobilfunkanbieters erfahren haben, dass sein Handy abgehört wurde. In einer Gegendarstellung im Berliner Kurier bestritt einer der Genannten jegliche Beteiligung an den Anschlägen sowie die Mitgliedschaft in der mg. Außerdem widersprach er der Behauptung, er habe sein Telefonverhalten geändert, nachdem er von der Telefonüberwachung erfahren habe.

## Brandanschläge
Der Gruppe wurden 25 Brandanschläge zur Last gelegt, der Sachschaden betrug ca. 840.000 Euro.
| Datum              | Art |
| ------------------ | --- |
| Juni 2001          | Versendung von Drohbriefen und scharfer Munition an den Regierungsbeauftragten für die Entschädigung der Zwangsarbeiter, Otto Graf Lambsdorff, und an die Repräsentanten der „Stiftungsinitiative der Deutschen Wirtschaft“ |
| 22. Juni 2001      | Brandanschlag auf ein Fahrzeug der Daimler-Benz-Niederlassung in Berlin-Marienfelde |
| 5. Februar 2002    | Versuchter Brandanschlag auf das Sozialamt in Berlin-Reinickendorf sowie Versendung eines Bekennerbriefes, einer scharfen Patrone und eines Messers an den Sozialstadtrat von Reinickendorf, Frank Balzer (CDU), der im Bekennerbrief als „Personifizierung des alltäglichen Sozialamtsterrors“ bezeichnet wird |
| 29. April 2002     | Brandanschlag auf Fahrzeuge der Daimler-Chrysler-Niederlassung in Großziethen |
| 1. Januar 2003     | Brandanschlag auf das Finanzamt Berlin-Neukölln |
| 26. Februar 2003   | Brandanschlag auf zwei Bundeswehrfahrzeuge in Petershagen |
| 18. September 2003 | Brandanschlag auf das Oberlandesgericht Naumburg (Saale) und ein Fahrzeug der Außenstelle der Staatsanwaltschaft Halle (Saale) in Naumburg |
| Oktober 2003       | Brandanschlag auf Fahrzeuge der ALBA AG in Berlin-Reinickendorf |
| 1. Januar 2004     | Brandanschlag auf den Sitz des Deutschen Instituts für Wirtschaftsforschung (DIW) in Berlin |
| 30. März 2004      | Brandanschlag gegen das „MoZArT“-Projekt des Arbeitsamtes Berlin-Nord und Sozialamtes Berlin-Pankow |
| 7. Mai 2004        | Brandanschlag auf Fahrzeuge der Deutschen Telekom AG in Berlin-Wedding |
| 23. September 2004 | Brandanschläge auf eine Verwaltungseinrichtung des Asylbewerberleistungsgesetzes im Bezirksamt Berlin-Reinickendorf sowie auf das Sozialamt Berlin-Tempelhof-Schöneberg |
| 10. Januar 2005    | Brandanschlag auf einen Neubau des Discounters Lidl in Berlin |
| 29. April 2005     | Brandanschläge auf Fahrzeuge des Ministeriums für Ländliche Entwicklung, Umwelt und Verbraucherschutz (MLUV) in Potsdam und ein Privatfahrzeug eines Polizeibeamten in Berlin-Reinickendorf |
| November 2005      | Brandanschlag auf das Deutsche Institut für Wirtschaftsforschung (DIW) in Berlin-Steglitz |
| 17. Februar 2006   | Brandanschlag auf eine Renault-Niederlassung in Berlin-Reinickendorf |
| Februar 2006       | Versuchter Brandanschlag auf ein Fahrzeug des Centre Français de Berlin in Berlin-Wedding |
| 20. März 2006      | Brandanschlag auf den Fuhrpark des Ordnungsamtes Berlin Treptow-Köpenick |
| 9. April 2006      | Brandanschlag auf ein Polizeipräsidium in Berlin |
| 5. Mai 2006        | Brandanschlag auf zwei Dienstfahrzeuge der Berliner Polizei in Berlin-Lichtenrade. In ihrem Bekennerschreiben kritisiert die Gruppe den Polizeieinsatz am 1. Mai in Berlin. |
| 24. Mai 2006       | Brandanschlag auf das Sozialgericht in Berlin-Mitte |
| 20. Juli 2006      | Brandanschlag auf ein Autohaus in Berlin-Mitte |
| 4. September 2006  | Brandanschlag auf zwei Dienstfahrzeuge der Bundespolizei in Berlin-Lichtenberg. Als Grund für diesen Anschlag gibt die mg in ihrem Selbstbezichtigungsschreiben an, dass fünf Flüchtlinge und ein Fluchthelfer durch einen Unfall in einem Auto nach einer Verfolgungsjagd durch die Polizei zu Tode kamen. |
| 11. September 2006 | Brandanschlag auf vier Dienstfahrzeuge des Ordnungsamtes Berlin-Reinickendorf |
| 20. Dezember 2006  | Brandanschlag auf Garagen einer Arztpraxis in Dessau und Farbbeutelwurf auf das Haus eines leitenden Polizeibeamten in Wolfen; Hintergrund ist der Tod Oury Jallohs: Dem Arzt wirft die mg vor, Oury Jalloh Blut entnommen und sich nach dessen Tod rassistisch geäußert zu haben, dem Polizeibeamten, als Dienstgruppenführer den Feueralarm aus Jallohs Zelle ignoriert und zweimal abgeschaltet zu haben.                                                       |
| 15. Januar 2007    | Brandanschlag auf Fahrzeuge der Bundespolizei in Oranienburg. Als Grund gibt die militante gruppe an, dass die Bundespolizei das zentral „ausführende Verfolgungs- und Abschiebeorgan von MigrantInnen und Flüchtlingen in der BRD“ sei. Die Aktion sollte direkt in die „Abschiebemaschinerie“ eingreifen und stelle ein Beispiel für militanten Antirassismus dar. Außerdem sei dieser Anschlag der erste Beitrag zur „militanten Kampagne gegen den G8-Gipfel“. |
| 16. März 2007      | Brandanschlag auf einen Bürokomplex des Verbandes Türkischer Industrieller und Unternehmer sowie der Italienischen Handelskammer für Deutschland e. V. in Berlin. Im drei Tage später aufgetauchten Bekennerschreiben setzten sich die Autoren mit dem Internationalen Aktionstag für die Freiheit der politischen Gefangenen auseinander. |
| 18. Mai 2007       | Brandanschläge auf zwei Einsatzfahrzeuge der Polizei in Berlin-Spandau. Das vier Tage später aufgetauchte Bekennerschreiben erklärt die Gründe des Anschlags – diese hingen unter anderem mit den Razzien vor dem G8-Gipfel in Heiligendamm 2007 zusammen. |
| 14. Januar 2009    | Brandanschlag auf das Sozialgericht in Potsdam |
| 14. Januar 2009    | Brandanschlag auf ein Jobcenter der Arbeitsagentur in Berlin-Charlottenburg |
| 26. Februar 2009   | Brandanschlag auf einen Funkwagen der Bundeswehr in Burg (Sachsen-Anhalt) |

### Auflösungserklärung
Am 7. Juli 2009 veröffentlichte die Zeitschrift radikal eine Auflösungserklärung der militanten gruppe. Darin hieß es:
„Wir lösen uns hier und heute als ‚mg‘ auf“. Als Gründe wurden interne Auseinandersetzungen benannt. Außerdem bekannte sich die „mg“ zu weiteren Anschlägen.

## Politische und strategische Positionen
Laut Bundeskriminalamt hat die militante Gruppe eine kommunistische ideologische Basis. So wurde in einem Bekennerschreiben eine „revolutionäre Organisation, die sich die Struktur einer Partei gibt“, als Fernziel genannt. Des Weiteren ruft die „mg“ dazu auf, die linksradikale Bewegung zu stärken und zu unterstützen. Ein weiterer Auszug aus einem Theoriepapier der „mg“ stellt klar „dass für die sozio-ökonomischen Bedingungen in der BRD nur eine Diskussion bspw. des Organisationsaufbaus der PCE(r) Grapo oder der BR/PCC perspektivisch ist. (…)“.
2003 verfasste die mg einen Beitrag aus Anlass des Aufrufs 27. Juni 1993 10 Jahre nach dem Tod von Wolfgang Grams. Glaubt den Lügen der Mörder nicht! Kein Vergeben – Kein Vergessen! Gemeinsam den Kampf um Befreiung organisieren!, der zuvor in linksradikalen Zeitschriften veröffentlicht worden war.